# 阿布拉莫夫斯科耶湖

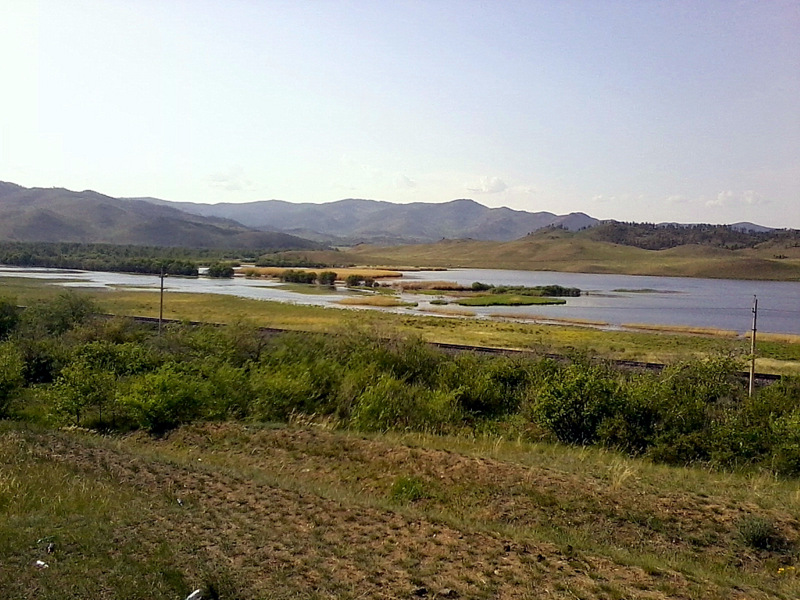

51°29′3″N 106°45′34″E / 51.48417°N 106.75944°E
阿布拉莫夫斯科耶湖（俄语：Абрамовское озеро），是俄羅斯的湖泊，位於該國南部，由布里亞特共和國負責管轄，長1.2公里、寬0.77公里，面積0.59平方公里，海拔高度593.5米，集水區面積2.16平方公里，湖岸線長度2公里。